# Fábrica de Fluido Eléctrico Hispania

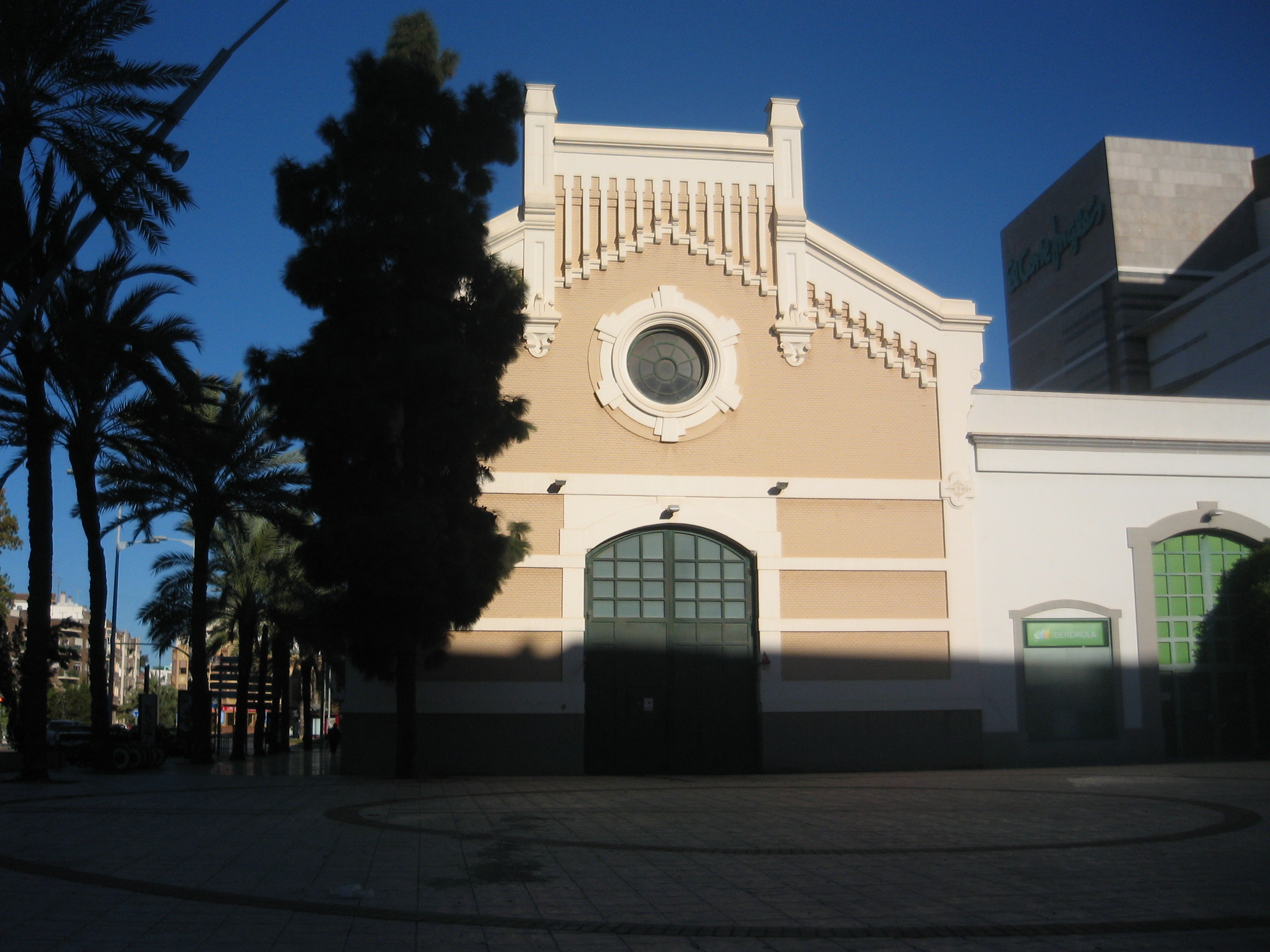
Fábrica de Fluido Eléctrico Hispania

Die Fábrica de Fluido Eléctrico Hispania, im Volksmund als „Fabrik des Lichts“ (spanisch: Fábrica de la Luz) bekannt, ist ein ehemaliges Kraftwerk das von dem spanischen Architekten Francisco de Paula Oliver Rolandi im Jahre 1900 erbaut wurde.

## Lage
Die Fábrica de la Luz liegt an der Straße Alameda de San Antón in Cartagena in der Region Murcia.

## Geschichte
Das Gebäude aus rotem Klinker wurde ursprünglich von der Firma Hispania S.A. (Zementhersteller) errichtet. Das Gelände des Kraftwerkes wurde später durch den multinationalen Iberdrola Konzern übernommen und einige Jahre als Unterstation zur Stromversorgung genutzt.
Das Dampfkraftwerk mit einer Maschinenhalle von rund 60 Meter Länge und einer Breite von 14 Metern bot Platz für sechs große Dampfmaschinen die eine Leistung von rund 5.000 PS erzeugten und über Treibriemen mit Wechselstromgeneratoren verbunden waren. Die beiden Ziegelschornsteine wurden jedoch vor einigen Jahren aus Sicherheitsgründen abgerissen. Das Gebäude wurde von Iberdrola über mehrere Jahre restauriert und zeitgleich mit dem Neubau eines Kaufhauses im Jahr 2004 eröffnet, das sich neben der Fábrica de la Luz auf dem Gelände befindet.
Seit November 1994 ist das Gebäude im Katalog Bien de Interés Cultural als Industriedenkmal gelistet.